# Buon vecchio Charlie (album)
Buon vecchio Charlie è il primo e unico album in studio del gruppo musicale italiano omonimo, pubblicato nel 1990 dalla Melos.

## Il disco
Contiene tre brani registrati durante il 1971, periodo nel quale il gruppo era sotto contratto con l'etichetta discografica indipendente Suono, che non pubblicò l'album per ragioni sconosciute.
Nel 1999 l'album fu ristampato dalla Akarma Records in CD e per la prima volta anche in LP con l'aggiunta di due brani scritti da Beppe Palomba, Rosa e Il guardiano della valle.

## Tracce
1. Venite giù al fiume – 12:09 (Luigi Calabrò)
2. Evviva la contea di Lane – 6:35 (Richard Benson)
3. All'uomo che raccoglie i cartoni – 15:00 (Luigi Calabrò)

Tracce bonus nella riedizione del 1999
1. Rosa – 4:33 (Beppe Palomba) – originariamente interpretata da Beppe Palomba
2. Il guardiano della valle – 2:39 (Beppe Palomba) – originariamente interpretata da Beppe Palomba

## Formazione
- Richard Benson – voce solista, chitarra a 12 corde
- Luigi Calabrò – chitarra acustica, chitarra elettrica, voce
- Paolo Damiani – basso
- Alessandro Centofanti – tastiera
- Rino Sangiorgio – batteria
- Sandro "Cicero" Cesaroni – sassofono tenore, flauto